# 괴산북중학교
괴산북중학교(槐山北中學校)는 대한민국 충청북도 괴산군 괴산읍 서부리에 있는 공립 중학교이다.

## 학교 연혁
- 1959년 5월 30일 : 괴산여중.고 설립 인가(6학급)
- 1959년 6월 24일 : 개교
- 1960년 2월 29일 : 제1회 졸업식
- 1969년 10월 23일 : 괴산여자중학교 9학교 인가
- 1986년 3월 1일 : 교명 변경 괴산북중학교(16학급)
- 2001년 9월 13일 : 교실 증.개축
- 2004년 10월 30일 : 디지털자료실 개관
- 2011년 9월 9일 : 다목적교실(오룡관) 준공
- 2013년 10월 31일 : 학교운영체제 변경(여학교) 확정
- 2013년 12월 16일 : 학교급식실 리모델링
- 2023년 3월 1일 : 제28대 박장석 교장 취임
- 2024년 1월 5일 : 제65회 49명 졸업(총 8,823명)
- 2024년 3월 4일 : 제68회 입학식(신입생 40명)

## 참고 자료
- 괴산북중학교 - 한국교육학술정보원 학교알리미